# Hiwweltour Bismarckturm
Die Hiwweltour Bismarckturm ist ein vom Deutschen Wanderverband zertifizierter, 10,3 km langer Rundwanderweg bei Ingelheim am Rhein und Gau-Algesheim in Rheinland-Pfalz. Neben dem Startort am Bismarckturm in Ingelheim am Rhein befinden sich weitere Einstiegspunkte in Gau-Algesheim und Appenheim. Der Weg gehört zu den sogenannten „Hiwweltouren“, die neben dem Rheinterrassenweg und verschiedenen Themenwanderwegen zu den Wanderwegen in Rheinhessen gehören.

## Charakteristik
Der Wanderweg zeichnet sich vor allem durch den 31 m hohen Bismarckturm aus, der auch als Namensgeber dieser Hiwweltour fungiert. Auf der Wanderung reicht die landschaftliche Vielfalt von dicht bewachsenen Wäldern bis hin zu Weinbergen und offenen Weiten und bietet mehrere Panoramablicke auf den Rhein und den Rheingau.

## Verlauf
Start und Ziel dieser Wanderung ist der Bismarckturm in Ingelheim am Rhein. Von hier aus führt der Weg durch eine Waldpassage zur Schutzhütte GAGA („Gebrüder Avenarius aus Gau-Algesheim“), von wo aus ein Panoramablick vom Laurenziberg bis zum Binger Loch möglich ist. Weiter geht es bergab in Richtung Gau-Algesheim. Nach einem kurzen Abstieg bis zur Weinbergszone beginnt ein leichter Anstieg, der nach 2,8 km erneut abfällt und bergab ins Welzbachtal führt. Dort muss ein Bach überquert werden, um dem Weg nach Appenheim weiter zu folgen. Anschließend führt die Hiwweltour an der Hundertguldenmühle vorbei, bei der sich die Gelegenheit für eine Rast bietet, bevor der Anstieg durch die Weinlage Appenheimer Hundertgulden beginnt. Der Anstieg führt über Treppen auf ein Plateau. Von dort verläuft der Weg weiter in den Wald. Über einen kurzen Zuweg kann ein geoökologischer Lehrpfad erreicht werden, der über die Salamanderlöcher aufklärt und mit Hilfe von Schautafeln Informationen über das Geotop vermittelt. Daran anschließend verläuft der Wanderweg weitestgehend ohne An- oder Abstiege durch den Wald des Naturschutzgebiets Gau-Algesheimer Kopf. Verlässt die Hiwweltour das Waldstück, erreicht sie erste Felder, die einen weiten Blick bis zum Feldberg im Taunus ermöglichen. Von dort geht es vorbei am Hofgut Waldeck und zurück zum Ausgangspunkt und Namensgeber dieser Hiwweltour, dem Bismarckturm. Einkehrmöglichkeiten gibt es entlang der Route sowie in Ingelheim, Gau-Algesheim oder Appenheim.

## Sehenswürdigkeiten
- Bismarckturm
- Salamanderlöcher
- Weinlage Appenheimer Hundertgulden
- Naturschutzgebiet Gau-Algesheimer Kopf
- Laurenziberg
- Kleiner Feldberg (Taunus)
- In der Nähe: Marktplatz Gau-Algesheim